# Vladímir Gólubev
Vladímir Yevguénievich Gólubev (en ruso: Влади́мир Евге́ньевич Го́лубев; Leningrado, 16 de abril de 1950-19 de septiembre de 2022) fue un futbolista y entrenador ruso que jugaba en la posición de defensa.

## Carrera

### Club
Jugó toda su carrera con el Zenit Leningrado de 1968 a 1981 con el que anotó siete goles en 335 partidos.

### Selección nacional
Jugó para Unión Soviética en tres ocasiones sin anotar goles entre 1977 y 1978, haciendo su debut en un partido amistoso ante Polonia.

### Entrenador
Al retirarse como jugador siempre se mantuvo vinculado al FC Zenit San Petersburgo desde finales de los años 1980 hasta 2008, dirigiendo en dos periodos al primer equipo, dirigió al FC Zenit-2 St. Petersburg de 2006 a 2008. Fue el primer entrenador asistente del FC Leningradets Leningrad Oblast, equipo con el que estuvo en la temporada 2018/19.